# 萱洲镇
萱洲镇，是中华人民共和国湖南省衡陽市衡山县下辖的一个乡镇级行政单位。2015年11月18日，萱洲镇和贺家乡成建制合并设立萱洲镇。

## 行政区划
萱洲镇下辖以下地区：
萱洲街社区、丰塘村、萱洲村、糖铺村、鱼石村、里石村、石塘村、双樟村、堰江村、凤鸣村、沿江村、田家村、白沙村、天水村、荷塘村、老塘村和升平村。